# Steinach (Thüringen)
Steinach is een gemeente in de Duitse deelstaat Thüringen, en maakt deel uit van de Landkreis Sonneberg.
Steinach telt 3.762 inwoners.

## Geboren
- Helmut Müller (1937), (Oost-)Duits voetballer

Bachfeld · Föritztal · Frankenblick · Goldisthal · Lauscha · Neuhaus am Rennweg · Schalkau · Sonneberg · Steinach